# الشرفية

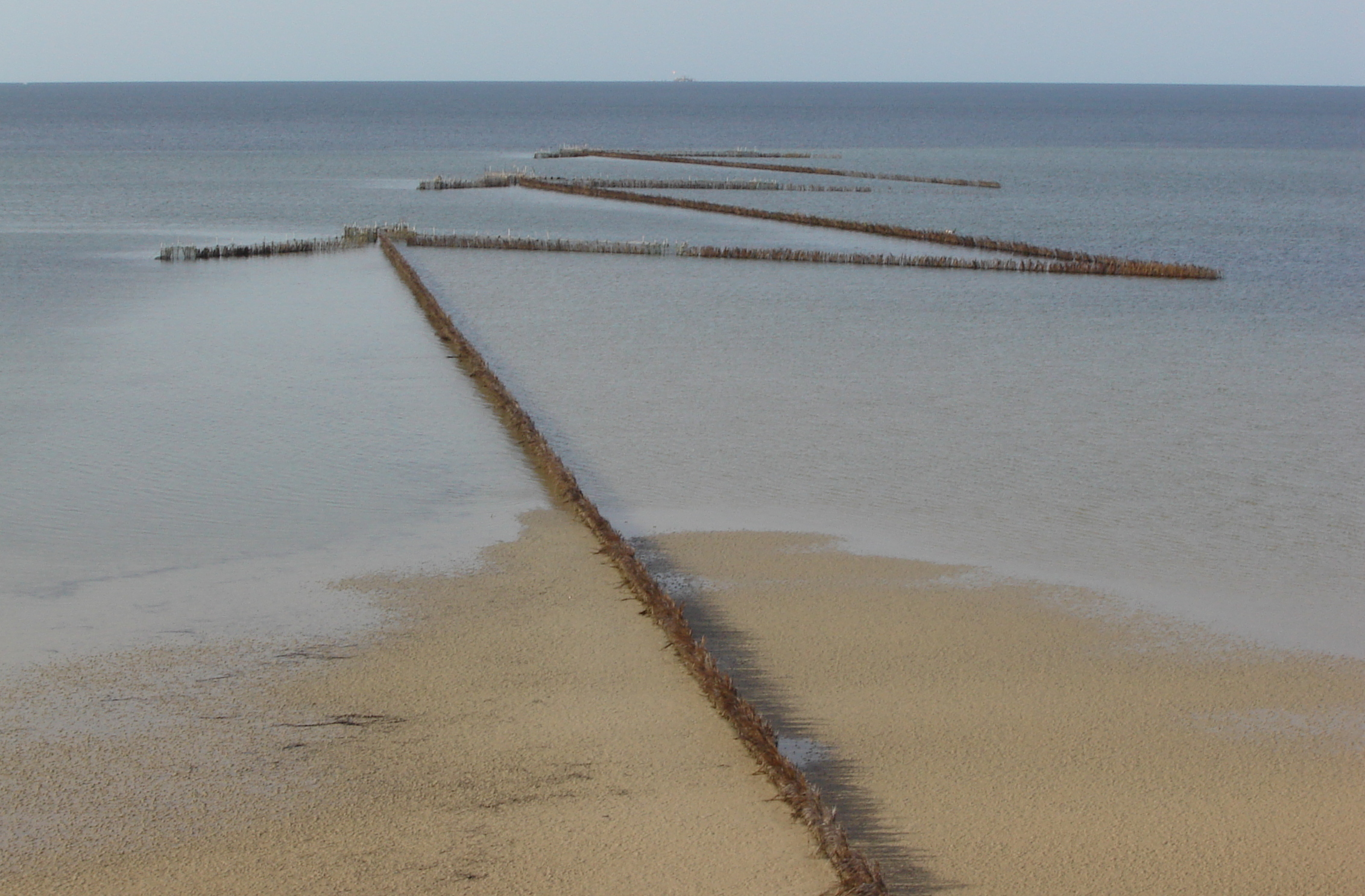
صورة توضح جزءا من ترتيب سعف النخيل الذي يستعمل في الشرفية

الشرفية، هي طريقة صيد تقليدية اشتهرت بها جزر قرقنة في تونس. تقول الأسطورة أن بدايات الشرفية ترجع إلى القرن السابع عشر إثر اقتراح الأميرة عزيزة عثمانة على الباي تقسيم ضفاف البحر إلى أقسام صغيرة يمكن لسكان الجزر استغلالها لصيد السمك. يقع تقسيم المساحة الموكولة للشرفية بتصفيف سعف النخيل حولها، ويقع اصطياد السمك بعد أن يتم جذبه في غرفة صغيرة يقع ترتيبها داخل كل قسم. يوجد في قرقنة حوالي 500 محل للسمك تستعمل طريقة الشرفية. يسمى السمك المصطاد ب«الحوت الشرفي».في سنة 2020، تمّ إدراج الصيد بالشرفية ضمن التراث اللامادي للإنسانية.

## وصلات خارجية
مقال عن الشرفية (بالفرنسية)